# لی بوردمن
لی بوردمن (به انگلیسی: Lee Boardman) (زاده ۲ ژوئیهٔ ۱۹۷۲) بازیگر انگلیسی است.
از کارهای معروف او می‌توان به بازی در فیلم‌های جک غول‌کش، مسیح جوان، پیترلو، حافظه و انولا هولمز ۲ اشاره کرد.